# بانزر 61
بانزر 61 (بالإنجليزية: Panzer 61)‏ دبابة متوسطة تصنف من الجيل الثاني من دبابات القتال الرئيسية. من صنع سويسري، يبلغ وزنها 36.5 طن، وتدفع بمحرك ديزل بقوة 630 حصان، والتي منحها سرعة قصوى على الطريق تصل إلى 31 ميلا في الساعة (50 كم / ساعة). كان تسليحها الرئيسي مدفع رشاش عيار 105 ملم.

## معرض صور

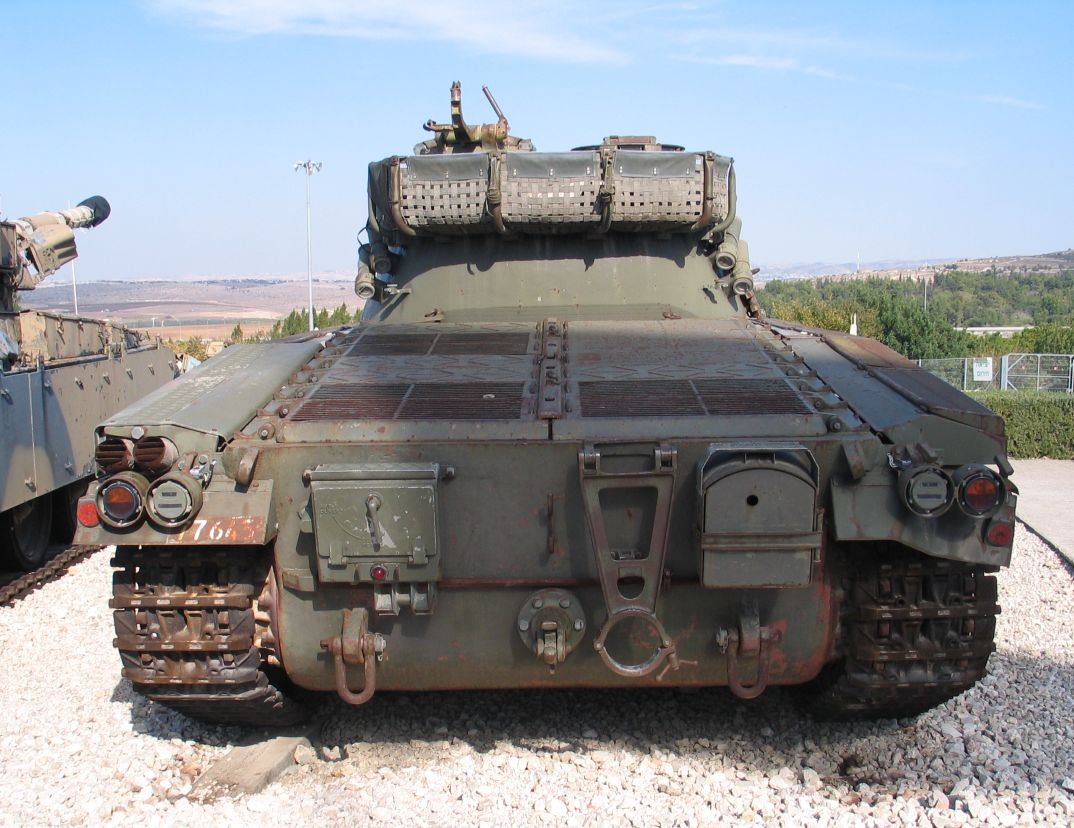
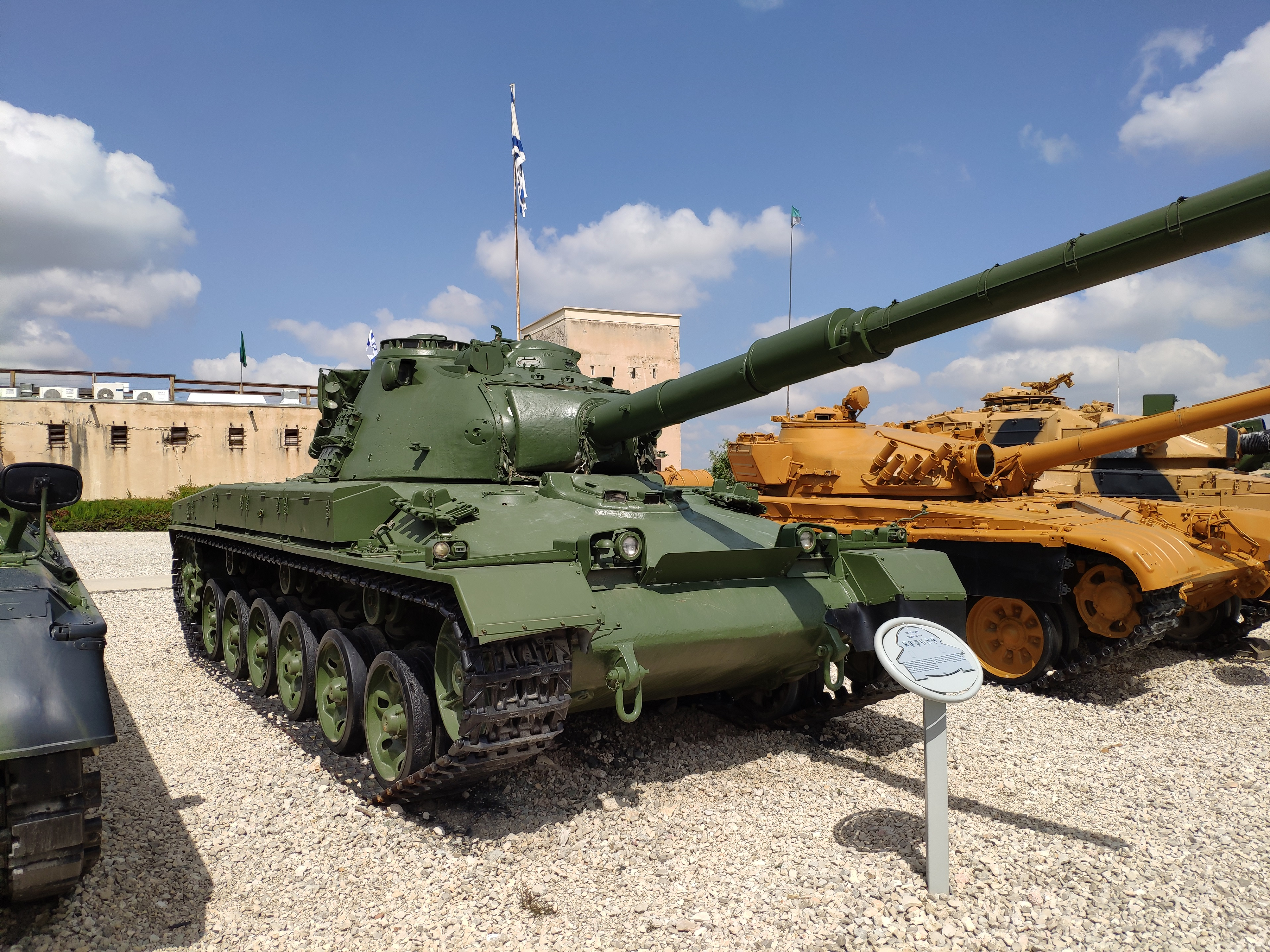
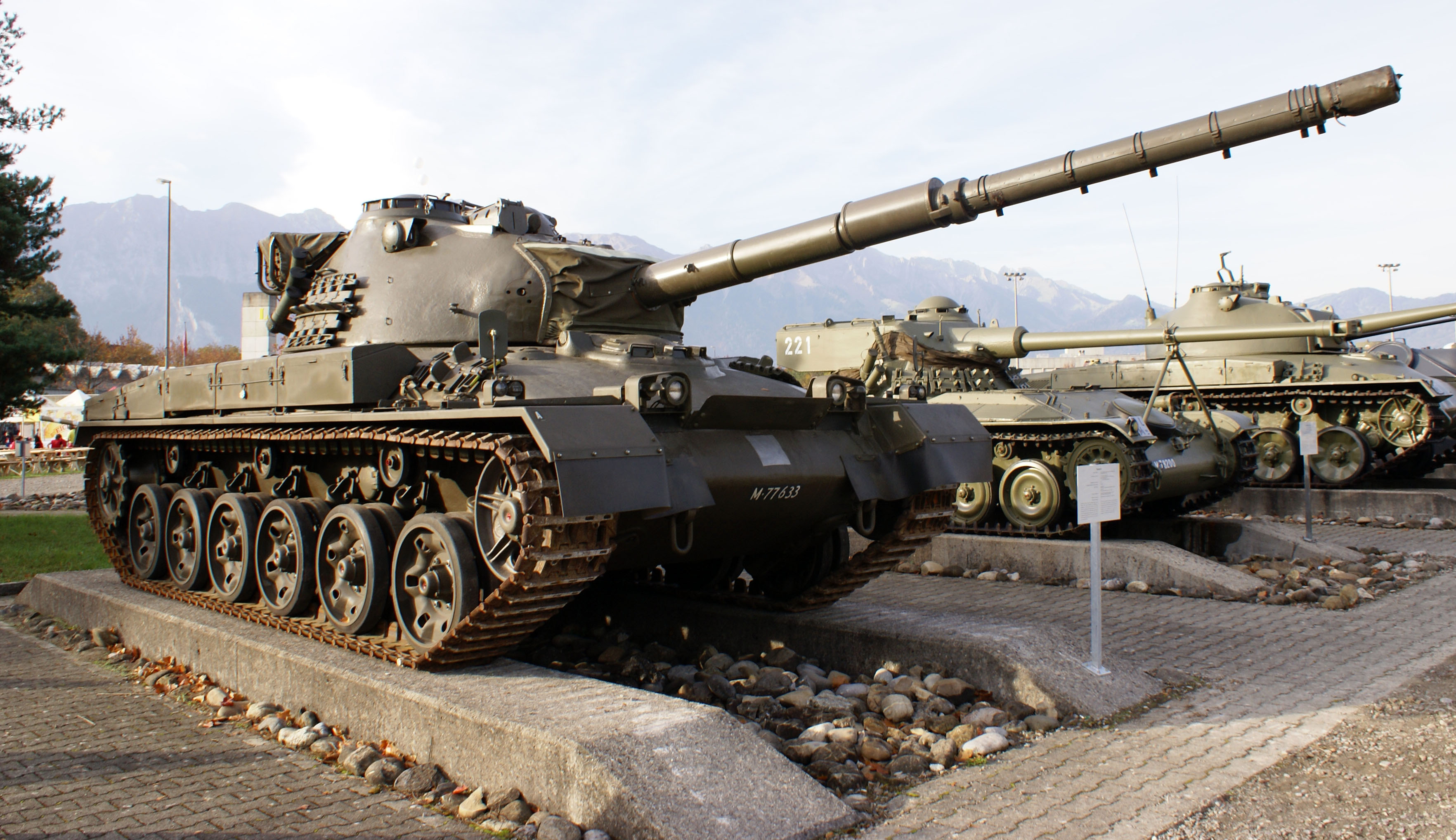